# Hruzke, Konotop
Hruzke (în ucraineană Грузьке) este localitatea de reședință a comunei Hruzke din raionul Konotop, regiunea Sumî, Ucraina. În secolul al XIX-lea, satul făcea parte din volostul Hruzke, uezdul Putîvl.

## Demografie
Componența lingvistică a localității Hruzke
     Ucraineană (97,99%)
     Rusă (2,01%)
Conform recensământului din 2001, majoritatea populației localității Hruzke era vorbitoare de ucraineană (97,99%), existând în minoritate și vorbitori de rusă (2,01%).